# Manassé Enza-Yamissi
Manassé Ruben Enza-Yamissi (* 28. September 1989 in Bangui) ist ein zentralafrikanischer Fußballspieler auf der Innenverteidigerposition. Er spielte auch in der Nationalmannschaft seines Landes.

## Karriere

### Verein
Enza-Yamissi wechselte im Jahr 2007 in die Jugend von Olympique Nîmes. Dort stieg er ein Jahr später in den Kader der ersten Mannschaft, die seinerzeit in der Ligue 2 spielte. Dort wurde er in der Spielzeit 2008/09 nur selten berücksichtigt und kam auf acht Einsätze. Sein Team schaffte als Aufsteiger knapp den Klassenverbleib. Er schloss sich im Sommer 2009 dem FC Sochaux an, wo er in der zweiten Mannschaft im viertklassigen Championnat de France Amateur eingesetzt wurde. Im Sommer 2010 verpflichtete ihn Drittligist SC Amiens. Dort kam er in der Saison 2010/11 auf 13 Einsätze und stieg mit seinem Klub in die Ligue 2 auf. Dort wurde er als Stammkraft in der Innenverteidigung in 21 Spielen eingesetzt, wobei er zur Saisonmitte für einige Wochen ausgefallen war. Am Saisonende musste er mit seinem Team als Tabellenletzter absteigen.
Im Sommer 2012 verließ Enza-Yamissi Frankreich und wechselte zum rumänischen Erstligisten Petrolul Ploiești. Dort wurde er in der Spielzeit 2012/13 auf Anhieb zur Stammkraft. Mit dem Pokalsieg 2013 gewann er seinen ersten Titel. Am fünften Spieltag der Saison 2013/14 verletzte er sich und fiel für beinahe die komplette Hinrunde aus. Danach verlor er seinen Stammplatz und kam nur noch unregelmäßig zum Zuge. Im Sommer 2014 wurde sein Vertrag nicht verlängert. Im August 2014 verpflichtete ihn der portugiesische Erstligist Gil Vicente FC. Nach dessen Abstieg 2015 verließ er den Klub wieder und wechselte zu US Orléans in die französische National (D3).

### Nationalmannschaft
Enza-Yamissi gehört seit 2009 dem Kader der zentralafrikanischen Nationalmannschaft an.

## Erfolge
- Rumänischer Pokalsieger: 2013
- Aufstieg in die Ligue 2: 2011

## Sonstiges
Manassé Enza-Yamissi ist der jüngere Bruder von Éloge Enza-Yamissi (* 1983), der als Fußballspieler in Frankreich aktiv ist.